# Katt Williams
Katt Williams, nome completo Micah S. Katt Williams (Cincinnati, 2 settembre 1971), è un attore, rapper e comico statunitense.

## Carriera
Nato e cresciuto nello stato dell'Ohio, Williams lascia la casa dei genitori a tredici anni e si trasferisce in Florida, cominciando a lavorare come venditore di strada dopo aver già cominciato ad esibirsi come comico nel vicinato di Cincinnati in cui abitava, Evanston.
Nel 1999 è già uno dei principali volti della stand-up comedy statunitense e vanta partecipazioni in spettacoli importanti come The Improv, The Comedy Club, The Icehouse e The Hollywood Park Casino. Dal 2006 al 2008 il canale televisivo HBO ha prodotto quattro suoi spettacoli.
Dal 2002 intraprende anche la carriera da attore, partecipando ad alcune serie televisive come NYPD Blue, Tutto in famiglia e The Boondocks (in questo caso come doppiatore) e a film come Norbit e Scary Movie V. Nel 2006 si affilia alla crew hip hop di New York The Diplomats e nel 2009 esce il suo primo album, It's Pimpin' Pimpin'. Ha interpretato se stesso nel videogioco Grand Theft Auto IV come comico in un cabaret.

## Filmografia

### Cinema
- Friday After Next, regia di Marcus Raboy (2002)
- Un allenatore in palla (Rebound), regia di Steve Carr (2005)
- Epic Movie, regia di Jason Friedberg e Aaron Seltzer (2007)
- Norbit, regia di Brian Robbins (2007)
- Un nuovo marito per mamma (The Perfect Holiday), regia di Lance Rivera (2007)
- First Sunday - Non c'è più religione (First Sunday), regia di David E. Talbert (2008)
- Scary Movie V, regia di Malcolm D. Lee (2013)
- 2 gran figli di... (Father Figures), regia di Lawrence Sher (2017)
- One of Them Days, regia di Lawrence Lamont (2025)

### Televisione
- NYPD - New York Police Department (NYPD Blue) – serie TV, episodio 10x06 (2002)
- Tutto in famiglia (My Wife and Kids) – serie TV, 3 episodi (2004-2005)
- Girlfriends – serie TV, episodio 6x09 (2005)
- BET Hip Hop Awards (2006-2007) – conduttore
- Kathy Griffin: My Life on the D-List – reality show, episodio 5x07 (2009)
- Atlanta – serie TV, episodi 2x1 e 4x4 (2018, 2022)
- Black-ish – serie TV, episodio 5x16 (2019)

### Doppiatore
- Cani & gatti - La vendetta di Kitty (Cats & Dogs: The Revenge of Kitty Galore), regia di Brad Peyton (2010)
- The Boondocks – serie animata (2005-2008)

## Vita privata
Mentre viveva a Oakland ha fatto brevemente parte della Nation of Islam ed è padre di otto figli, uno naturale nato dal precedente matrimonio e sette adottivi.
Ha inoltre avuto diversi problemi con la legge.

## Doppiatori italiani
Nelle versioni in italiano dei suoi lavori, Katt Williams è stato doppiato da:
- Nanni Baldini in Tutto in famiglia, Norbit
- Roberto Gammino in Scary Movie V
- Davide Lepore in 2 gran figli di...

Da doppiatore è sostituito da:
- Tonino Accolla in Epic Movie
- Luigi Ferraro in The Boondocks
- Franco Mannella in Cani & gatti - La vendetta di Kitty